# Pteris perrottetii
Pteris perrottetii är en kantbräkenväxtart som beskrevs av Georg Hans Emmo Wolfgang Hieronymus. Pteris perrottetii ingår i släktet Pteris och familjen Pteridaceae. Inga underarter finns listade.